# Omapatrilat
Omapatrilat (INN, tên thương mại được đề xuất Vanlev) là một thuốc chống tăng huyết áp thử nghiệm chưa từng được bán trên thị trường. Nó ức chế cả neprilysin (endopeptidase trung tính, NEP) và enzyme chuyển đổi angiotensin (ACE). Ức chế NEP dẫn đến nồng độ peptide natriuretic tăng cao, thúc đẩy natriuresis, lợi tiểu, giãn mạch và giảm tải trước và tái cấu trúc tâm thất.
Nó được phát hiện và phát triển bởi Bristol-Myers Squibb nhưng thất bại trong các thử nghiệm lâm sàng như là một phương pháp điều trị tiềm năng cho bệnh suy tim sung huyết do lo ngại về an toàn về việc gây phù mạch.
Omapatrilat phù mạch là do cơ chế kép hoạt động của nó, ức chế cả hai enzym chuyển đổi angiotensin (ACE), và neprilysin (endopeptidase trung tính), cả hai enzyme chịu trách nhiệm về sự trao đổi chất của bradykinin gây giãn mạch, phù mạch, và tắc nghẽn đường thở.